# Demi-sœur (film)
Pour les articles homonymes, voir Demi-sœur (homonymie).
Pour plus de détails, voir Fiche technique et Distribution.
Demi-sœur est une comédie française écrite et réalisée par Josiane Balasko sortie en 2013. Elle devait initialement porter le nom de son personnage principal, Nénette, joué par l'auteur.

## Synopsis
Nénette a soixante ans, mais à la suite d'une naissance prématurée elle a gardé l'âge mental d'une fillette de huit ans. À la mort de sa mère, on la place dans une institution spécialisée « Les Tilleuls » dont elle s'échappe le jour même, partant à la recherche de son père. Elle n'a pour tout bagage qu'une vieille photo, un nom et une adresse à Angers, et sa tortue qu'elle ne quitte jamais.

## Fiche technique
- Titre : Demi-sœur
- Réalisation : Josiane Balasko
- Scénario : Josiane Balasko
- Photographie : Sabine Lancelin
- Décor : Olivier Radot
- Costume : Fabienne Katany
- Musique : Christophe Julien
- Supervision musicale : My Melody
- Production : Cyril Colbeau-Justin, Jean-Baptiste Dupont, Claude Parnet et David Giordano
- Société de production : LGM Cinema SAS, Josy Films, France 2 Cinéma
- Distribution : Studiocanal
- Budget : 7,96 millions d'euros
- Box-office France : 208 976 entrées
- Pays :  France
- Genre : comédie
- Durée : 90 minutes
- Sortie : 5 juin 2013

## Distribution
- Josiane Balasko : Antoinette, dite Nénette
- Michel Blanc : Paul
- Brigitte Roüan : Véronique, l'ex-femme de Paul
- Françoise Lépine : Françoise
- George Aguilar : Silver
- Christine Murillo : Mme Lefèvre, l'assistante sociale
- Jean-Yves Chatelais : Patrick
- Grégoire Baujat : Maxime
- Stephan Wojtowicz : Maître Bonvallet
- Chantal Banlier : Mme Lavreau
- Sarah Suco : Too Much
- Cléo Revel : Lilas
- Souria Adèle : Yvonne
- Madeleine Revel : Lilas
- Daniel-Jean Colloredo : Le prêtre
- Maxime Dorian : Le punk des bois
- Valérie Lang : La directrice des Tilleuls
- Sandrine Le Berre : La fille du résident
- Pamela Quemener : L'hôtesse d'accueil
- Laury Chanty : Le joueur de bolas
- Christine Guin : Guitariste Black Iron Bitches
- Alice Dumoulin : Batteuse Black Iron Bitches
- Karine Auzier : Bassiste Black Iron Bitches
- Isabelle Dunatte : Cliente pharmacie 1
- Lucile Blanc : Client pharmacie 2
- Jean-Louis Barcelona : Réceptionniste hôtel
- Vincent Haquin : Le tatoué
- Frédéric Alhinho : Le pote tatoué
- Sylvain Saint-Jalmes : Policier 1
- Yamin Dib : Policier 2
- Benjamin Alazraki : Policier 3
- Guilhem Pellegrin : Le directeur de l'hôtel
- Kader Boukhanef : Monsieur Belkhri
- Eric Coustaud : Le routier
- Jean-Pierre Durand : L'homme à la moustache
- Xavier Berlioz : Le serveur restaurant
- Eric Mariotto : Gendarme 1
- Pierre-Jean Chérer : Gendarme 2
- Jean Kerfrieden : Le gendarme au chien
- Thierry Piétra : L'inspecteur des Stups
- Lucy Samsoën : La contrôleuse du train
- Daniel Camus : L'employé SNCF
- Michèle Amiel : La vieille dame du train
- Jonathan Bizet : Le pompier
- Daniel Berlioux : Le docteur
- M'Barek Belkouk : Le jeune commis
- Fabrice Colson : Hard rocker au concert (non crédité)

## Accueil
Le film est un échec commercial avec seulement 200 000 entrées au cours de 7 semaines d'exploitation. Les critiques de la presse sont assez mauvaises, avec une moyenne de 1,3/5 sur le site Allociné. Les critiques des spectateurs sont plus mitigées avec une moyenne de 2,5/5 sur le site Allociné et 5,5/10 sur le site IMDb.
A l'issue de sa sortie en salles, 208 976 spectateurs l'auront vu et son taux de rentabilité mondiale est de 16 %. Sur le site "Sens Critique", 24 spectateurs lui attribuent une note de 4,6/ 10.

## Autour du film
Ce film est le dernier tourné par la comédienne Valérie Lang, fille de l'ancien ministre Jack Lang, qui est décédée quelques semaines après la sortie de ce film d'une tumeur au cerveau.